# ۷۸۲ (میلادی)
۷۸۲ (میلادی) هفتصد و هشتاد و دومین سال تقویم میلادی است.

## درگذشتگان
‎